# Konče (kommun)
Konče (makedonska: Конче) är en kommun i Nordmakedonien. Den ligger i den östra delen av landet, 100 kilometer sydost om huvudstaden Skopje. Antalet invånare är 3 597. Arean är 233 kvadratkilometer. Huvudort är Konče.